# Eleccions legislatives de Cap Verd de 1991
Les eleccions legislatives de Cap Verd de 1991 van tenir lloc a Cap Verd el 13 de gener de 1991, i foren les primeres eleccions multipartidistes del país, que fins aleshores havia tingut un sistema unipartidista on l'únic partit permès era el Partit Africà per la Independència de Cap Verd (PAICV). El resultat fou la victòria del Moviment per la Democràcia, qui va obtenir 56 dels 79 escons. La participació fou del 75,3%.

## Resultats
| Partit                                         | Vots    | %    | Escons | +/– |
| ---------------------------------------------- | ------- | ---- | ------ | --- |
| Moviment per la Democràcia                     | 78.454  | 66,4 | 56     | Nou |
| Partit Africà per la Independència de Cap Verd | 39.673  | 33,6 | 23     | –60 |
| Nuls/en blanc                                  | 7.437   | –    | –      | –   |
| Total                                          | 125.564 | 100  | 79     | –4  |
| Votants registrats/participació                | 166.818 | 75,3 | –      | –   |
| Font: Nohlen et al.                            |         |      |        |     |